# Viúva-de-colar-vermelho
Bispo-de-colar, bispo-de-colar-vermelho ou viúva-de-colar-vermelho (Euplectes ardens) é uma espécie de ave da família Ploceidae.
Pode ser encontrada nos seguintes países: Angola, Botswana, Burkina Faso, Burundi, Camarões, República Centro-Africana, República do Congo, República Democrática do Congo, Costa do Marfim, Eritreia, Etiópia, Gabão, Gâmbia, Gana, Guiné, Guiné-Bissau, Quénia, Lesoto, Libéria, Malawi, Moçambique, Níger, Nigéria, Ruanda, Serra Leoa, África do Sul, Sudão, Suazilândia, Tanzânia, Togo, Uganda, Zâmbia e Zimbabwe.
Os seus habitats naturais são: campos de gramíneas subtropicais ou tropicais secos de baixa altitude.